# Rock Me Gently (canción)
«Rock Me Gently» es una canción compuesta e interpretada por el cantante canadiense Andy Kim. Fue publicada en junio de 1974 como el sencillo principal de su álbum de estudio homónimo.

## Antecedentes
El cantante canadiense, que registró varios éxitos entre 1968 y 1971, no había tenido un sencillo entre los 100 primeros desde septiembre de 1971 y había estado sin sello discográfico desde principios de 1973. Sin embargo, dijo en una entrevista de 1974: “Nunca admití mentalmente la derrota a pesar de estar tres años fuera de las listas”. Formó su propio sello, Ice Records, y financió personalmente la sesión de grabación que produjo «Rock Me Gently». Podía permitirse el lujo de grabar sólo dos caras, y al decidir que la segunda cara era lo suficientemente buena como para ser una lado A, puso una versión instrumental de «Rock Me Gently» en su lado B. Andy tocó la pista completa de «Rock Me Gently» para Stu Yahm, un ex promotor de Steed que ahora trabaja para Capitol. Pensó que la canción tenía potencial y se la llevó a los ejecutivos del sello Al Coury y Bruce Wendell. Firmaron a Kim con el sello, lo que resultó en el trigésimo sencillo número uno de Capitol en la era del rock.

## Composición y arreglos
La canción fue compuesta en un compás de 4
4 con un tempo de 92 pulsaciones por minuto y está escrita en la tonalidad de do mayor. Las voces van desde A3 a F5. Musicalmente, «Rock Me Gently» ha sido descrita como una canción de proto-disco. La canción inicia con una línea de bajo de Max Bennett, a la que pronto se le une el sonido de un órgano Hammond.

## Recepción de la crítica
Un escritor no especificado de la revista Cash Box declaró: “Al desarrollar un estilo vocal que recuerda mucho a Neil Diamond, Andy lleva su propia melodía a las alturas y crea una verdadera obra maestra del pop que estará en la cima del pop en unas pocas semanas. Aquí abundan los ganchos, tanto suaves como poderosos”.

## Rendimiento comercial
«Rock Me Gently» debutó en la lista Hot 100 el 22 de junio de 1974 y tardó 14 semanas en ascender al número uno. Además de la reproducción pop, muchas estaciones de soul importantes tocaron el lado instrumental. Con el éxito de «Rock Me Gently», Kim realizó numerosas giras, algo que había evitado durante sus días en Steed Records. “Francamente, todos mis viejos éxitos fueron acelerados en la cinta, para que mi voz sonara más alta para el mercado preadolescente”, reveló en Billboard. “Esa fue una de las razones por las que nunca hice muchas giras. Los niños que escuchaban mis discos esperaban ver a un surfista rubio de 5'8". En lugar de eso, vieron a alguien de 6'2" y moreno”.

## Posicionamiento

### Gráfica semanal
| Gráfica (1974)                            | Pico de posición |
| ----------------------------------------- | ---------------- |
| Alemania (Offizielle Top 100)             | 33               |
| Australia (Kent Music Report)             | 31               |
| Canadá (RPM Top Singles)                  | 1                |
| Canadá (RPM Pop Music Playlist)           | 15               |
| Estados Unidos (Billboard Hot 100)        | 1                |
| Estados Unidos (Billboard Easy Listening) | 40               |
| Estados Unidos (Cash Box Top 100 Singles) | 1                |
| Irlanda (Irish Singles Chart)             | 10               |
| Quebec (ADISQ)                            | 10               |
| Sudáfrica (Springbok Radio)               | 3                |

### Gráfica de fin de año
| Gráfica (1974)                            | Pico de posición |
| ----------------------------------------- | ---------------- |
| Australia (Kent Music Report)             | 133              |
| Canadá (RPM Top Singles)                  | 23               |
| Estados Unidos (Billboard Hot 100)        | 29               |
| Estados Unidos (Cash Box Top 100 Singles) | 4                |

## Certificaciones y ventas
| País                                                     | Certificación | Ventas   |
| -------------------------------------------------------- | ------------- | -------- |
| Estados Unidos (RIAA)                                    | Oro           | 500 000* |
| *cifras de ventas basadas únicamente en la certificación |               |          |